# Piper variegatum
Piper variegatum là một loài thực vật có hoa trong họ Hồ tiêu. Loài này được (Ruiz & Pav.) Pers. miêu tả khoa học đầu tiên năm 1805.